# Casio MX-10
Casio MX-10 (MX-10 / MX-101) је кућни рачунар фирме Касио (Casio) који је почео да се производи у Јапану током 1984. године.
Користио је Zilog Z80A микропроцесорску јединицу а RAM меморија рачунара је имала капацитет од 16 KB. 

## Детаљни подаци
Детаљнији подаци о рачунару MX-10 су дати у табели испод.
|                       | |
| [ 1 ]                 | |
| Произвођач            | Касио |
| Тип                   | кућни рачунар |
| Меморија              | 16 KB |
| Поријекло             | Јапан |
| Година                | 1984 |
| Тастатура             | Chicklet тастатура.79 тастера. 4 функцијских тастера. Тастери смјера. STOP, CLR HOME, INS, DEL, SELECT, ESC, TAB, CTRL, SHIFT, CAPS LOCK, GRAPH, TR1, TR2 |
| Процесор              | |
| Фреквенција процесора | 3,58 |
| RAM                   | 16 KB |
| ROM                   | 32 BASIC/BIOS (MSX BASIC V1.0) |
| Текст                 | мод 0 : 40 x 24 |
| Графика               | мод 2 : 256 x 192 са 16 боја (Hires мод) |
| Боја                  | 16 |
| Звук                  | General Instruments AY-3-8910 програмибилни генератор звука                                                                                               |
| Димензије             | непознато |
| Портови               | |
| Оперативни систем     | |